# .cf
.cf és el codi territorial d'Internet de primer nivell (ccTLD) per a la República Centreafricana. És administrat per la Societat Centreafricana de Telecomunicacions.